# Enrico Brusoni
Enrico Brusoni, secondo alcune fonti Ernesto Mario Brusoni (Arezzo, 10 dicembre 1878 – Bergamo, 26 novembre 1949), è stato un ciclista su strada e pistard italiano.
Nel 1900 vinse la medaglia d'oro nella gara a punti ai Giochi della II Olimpiade di Parigi. Fu poi professionista dal 1902 al 1904.

## Carriera
Brusoni si mise in luce tra i dilettanti vincendo nel 1898 la Coppa del Re e il terzo oro olimpico per l'Italia ai Giochi di Parigi del 1900 nella gara individuale a punti, titolo che gli fu riconosciuto solo un secolo dopo. Il CONI considera la vittoria di Brusoni nel medagliere olimpico italiano, mentre il CIO non riconosce quella gara come prova ufficiale del programma della II Olimpiade. L'anno successivo vinse il titolo italiano nella velocità, dopo aver concluso al secondo posto nel 1900.
Sempre in questi due anni partecipò a due edizioni dei mondiali su pista gareggiando nella velocità dilettanti, senza tuttavia superare la semifinale in entrambi i casi. Nel 1899 stabilì il record nazionale dell'ora dietro moto con 54,785 km.
Passò professionista nel 1902 con la Dei e riuscì ad aggiudicarsi due edizioni della Gran Fondo, nel 1902 e 1904 (sulle distanze di 540 km e 600 km, rispettivamente).

## Palmarès
- 1898 (dilettanti)

Coppa del Re
- 1902 (Dei, una vittoria)

Gran Fondo
- 1904 (Dei, una vittoria)

Gran Fondo

## Piazzamenti

### Competizioni mondiali
- Giochi olimpici

Parigi 1900 - Velocità: 15º
Parigi 1900 - Corsa a punti: vincitore